# Poppelmondedal

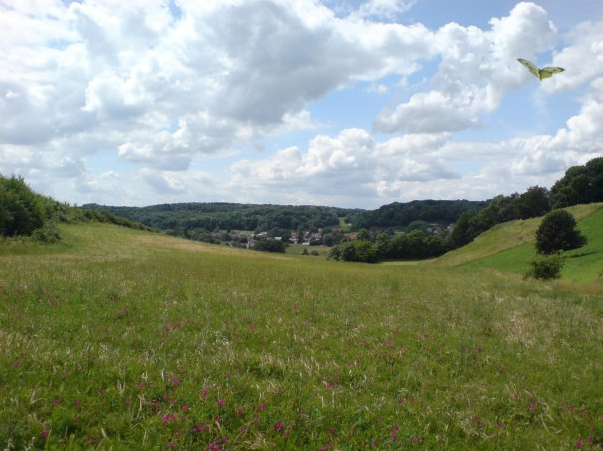
Zicht op het Jekerdal vanaf het Poppelmondedal.

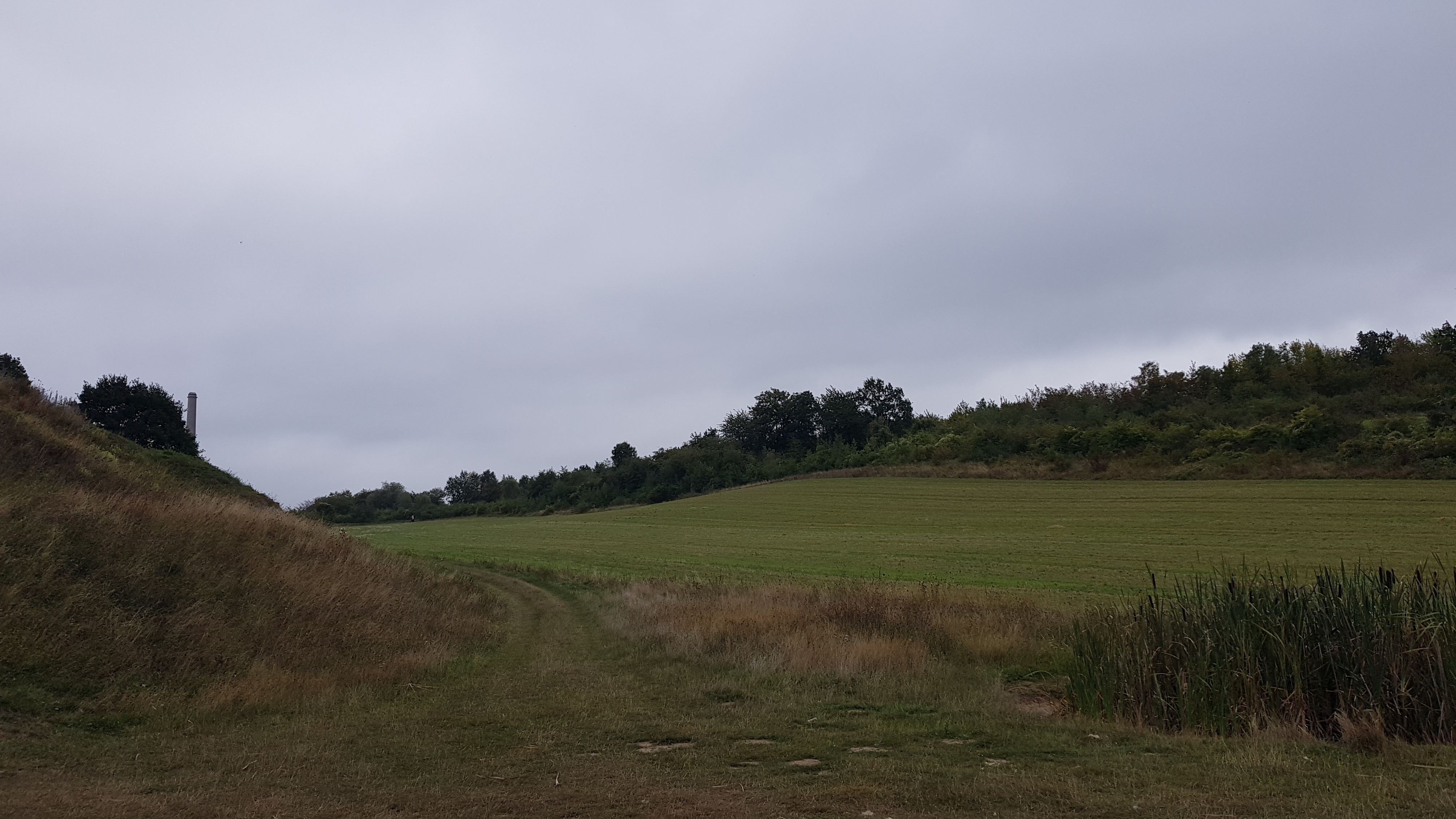
het Poppelmondedal

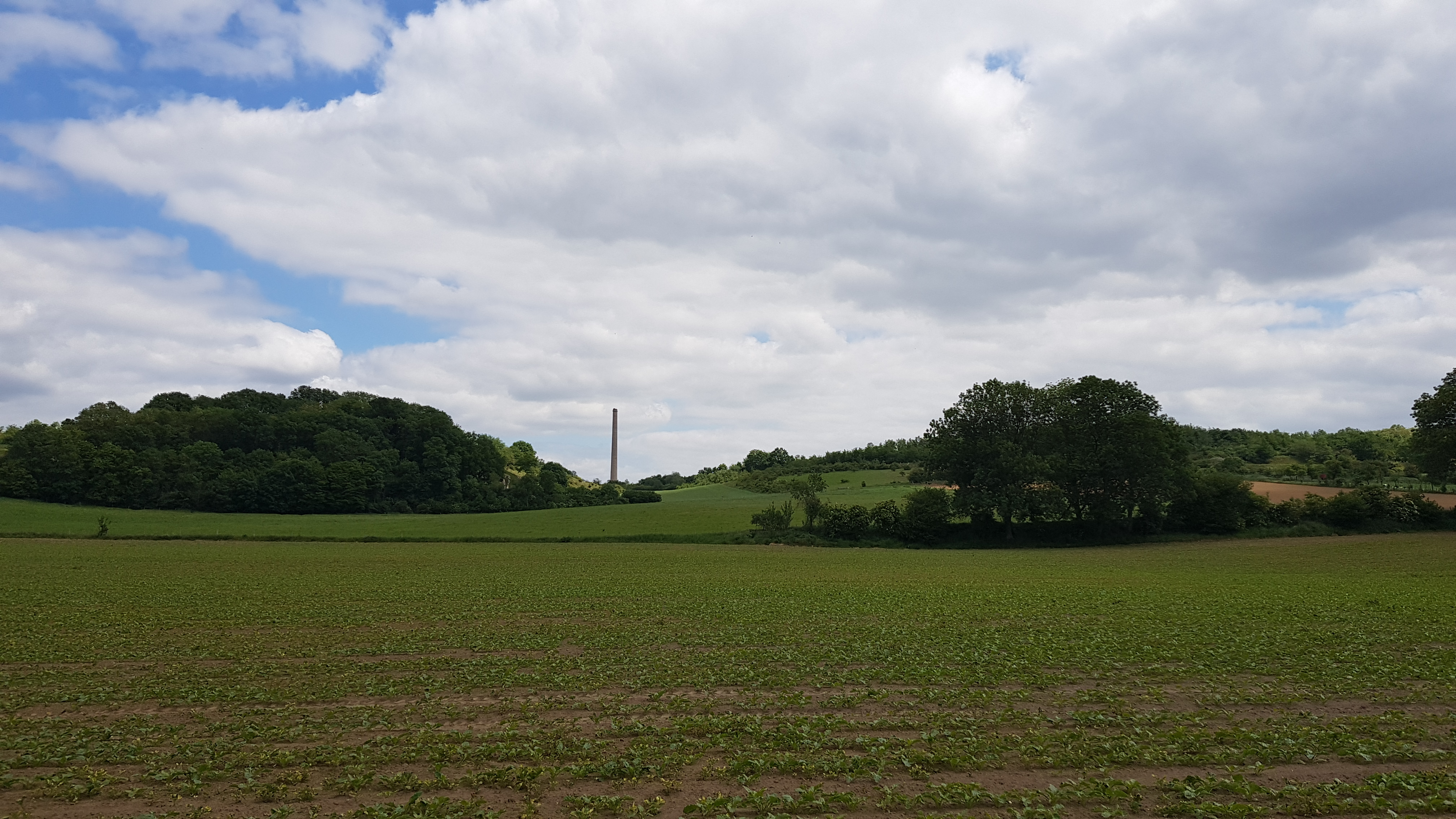
het dal gezien vanuit Kanne

Het Poppelmondedal of Popelmondedal is een droogdal op het Nederlandse deel van de Sint Pietersberg in Maastricht.
Het dal staat bekend om zijn zeldzame flora en fauna en dat is vooral te danken aan het speciale microklimaat dat heerst in het Jekerdal. Beschermd gelegen tussen de Poppelsberg met daarin de Duivelsgrot en de westzijde van de Sint Pietersberg, is dit een speciaal gebied dat veelvuldig bezocht wordt door liefhebbers van o.a. zeldzame vlinders, orchideeën en kalkgraslanden. Het laatste stuk van het droogdal wordt de Zandhoek genoemd.

## Herkomst naam
De naam Poppelmonde, kan afkomstig zijn van een familienaam en is samengesteld uit de woorden Poppel (populier) en Monde (komt van het Franse Mont en betekent berg). De betekenis zou dan Populierenberg zijn. Aanwijzing daarvoor is ook dat boeren uit Kanne de naam Poppelsberg gebruiken voor de heuvel waar de Duivelsgrot in ligt.

## Vlindersoorten
- Boswitje
- Bruin dikkopje
- Kaasjeskruiddikkopje
- Klaverblauwtje
- Veldparelmoervlinder
- Staartblauwtje
- Icarusblauwtje

## Flora
- Rode klaver
- Soldaatje
- Harige ratelaar
- Boszegge
- Rozetsteenkers
- Bevertjes
- Geel zonneroosje
- Malrove
- Kalketrip
- Klimopbremraap
- Knolsteenbreek
- Kleine steentijm
- Wilde marjolein
- Kleine pimpernel